# Václav Mikulecký
Václav Mikulecký (25. září 1921, Dolní Sloupnice u Litomyšle – 10. května 1973, Praha) byl farář Církve československé.

## Život
Narodil se v rodině stavitele Josefa Mikuleckého a jeho ženy Růženy. Otec, který se ve 20. letech přihlásil k Církvi československé, se na počátku 30. let podílel na vybudování Husova sboru v Litomyšli, kde v letech 1936–1952 zastával funkci předsedy rady starších. Václav Mikulecký se po absolvování maturitní zkoušky na reformním reálném gymnáziu v Litomyšli(1940) z popudu faráře Jaromíra Metyše rozhodl pro studia bohosloví. V roce 1940 byl přijat do Bohoslovecké koleje v Praze-Dejvicích, kde probíhala výuka po uzavření českých vysokých škol.
Zároveň nastoupil jako pomocný učitel náboženství v Přibyslavi, kde působil do června 1941. Z bohosloveckých studií byl v říjnu 1942 nedobrovolně vytržen, když byl přikázán na práci jako pomocný dělník při výrobě oceli v saském městě Freital. V důsledku nuceného nasazení trpěl trvalými zdravotními následky. Dne 2. července 1944 přijal v chrámu sv. Mikuláše na Starém Městě v Praze kněžské svěcení a byl ustanoven pomocným duchovním v Praze-Braníku. Zde vyrůstal pod duchovním vedením faráře Stanislava Peldy, jehož v říjnu 1945 ve farářské službě vystřídal. Po vzoru svého učitele intenzivně rozvíjel práci s dětmi a mládeží, organizoval církevní tábory a brigády, pastoroval, přičemž využíval i nezvyklých forem (např. dvoudenní misijní akce ve Volduchách u Rokycan u svého přítele, faráře Miloně Zemena). Vedle farářské služby byl koncem roku 1950 jmenován členem ideové rady (pastoračně-výchovná komise), na nově zřízené Husově československé bohoslovecké fakultě v Praze působil při katedře praktické teologie jako lektor církevních obřadů.
V roce 1953 byl v důsledku tzv. překádrování duchovních i přes protesty věřících přeložen do Prahy-Kobylis, což mělo výrazný dopad na další život náboženské obce v Praze-Braníku, kde rezignovala celá rada starších. Po dalších dvou letech (1955) byl znovu přeložen do Prahy-Karlína, kde se opět snažil oživit život této náboženské obce. V roce 1957 probíhala volba nového biskupa v plzeňské diecézi. Václav Mikulecký, přestože nepůsobil jako jediný z nominovaných v obvodu této diecéze, obdržel od třetiny duchovenského sboru biskupskou nominaci, což se nesetkalo s pochopením státních dozorujících orgánů nad církvemi. O jeho pastorační službu se začala zajímat Státní bezpečnost. Jeho dlouhodobé spory s prorežimně konformním církevním vedením a dozorujícími státními orgány vyvrcholily během vyhledávacího řízení na patriarchu v roce 1960, kdy mu byl z rozhodnutí krajského církevního tajemníka 16. listopadu 1960 odebrán státní souhlas pro výkon duchovenské služby. Jediné zaměstnání, které mu bylo umožněno vykonávat, našel jako skladový dělník v Povltavském průmyslu kamene. V nevyhovujícím zaměstnání, které zhoršovalo jeho dlouholeté srdeční obtíže, byl nucen setrvat až do srpna 1968, kdy mu byl přiznán invalidní důchod.